# Паранапуэма
Паранапуэма (порт. Paranapoema) — муниципалитет в Бразилии, входит в штат Парана. Составная часть мезорегиона Северо-запад штата Парана. Входит в экономико-статистический микрорегион Паранаваи. Население составляет 2347 человек на 2006 год. Занимает площадь 175,874 км². Плотность населения — 13,3 чел./км².

## Статистика
- Валовой внутренний продукт на 2003 год составляет 15 991 756,00 реалов (данные: Бразильский институт географии и статистики).
- Валовой внутренний продукт на душу населения на 2003 год составляет 6753,28 реалов (данные: Бразильский институт географии и статистики).
- Индекс развития человеческого потенциала на 2000 год составляет 0,706 (данные: Программа развития ООН).